# Cristina Raines

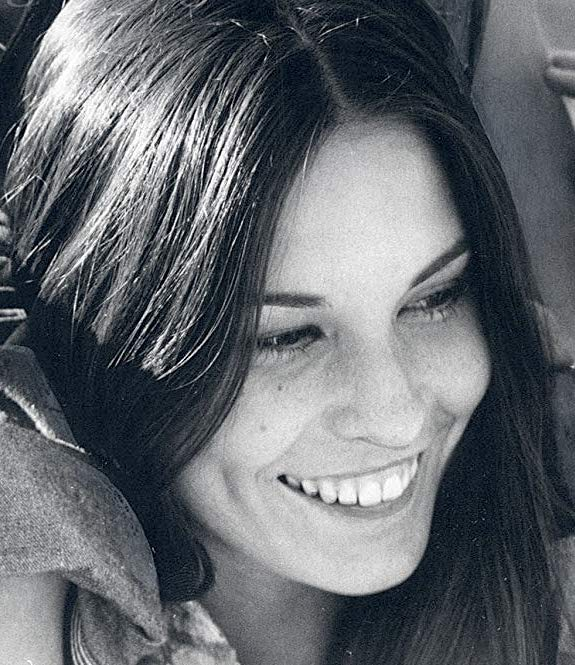
Cristina Raines, 1973

Cristina Raines (* 28. Februar 1952 in Manila, Philippinen als Tina Herazo) ist eine ehemalige US-amerikanische Filmschauspielerin, die zwischen 1973 und 1991 in einer Vielzahl von Filmen und Fernsehserien mitgewirkt hat.

## Leben
Ihren Durchbruch als Schauspielerin hatte Raines 1973 in dem Film Sunshine, in dem sie die Rolle der jungen krebskranken Kate spielte, die für ihre kleine Tochter Jill ein Tagebuch schreibt, das ihr helfen soll, wenn sie nicht mehr ist. Der Film beruht auf der wahren Geschichte von Jacqueline M. Helton, die von Carol Sobieski nach deren Tagebüchern verfasst wurde. Zur Filmbranche kam sie über den Beruf als Modell. Aufgrund ihrer hispanischen Herkunft, der sich vor allem durch den Nachnamen ableiten ließ, wurde Raines meist auf Schauspielrollen mit besagten Hintergrund reduziert. Um diesem Umstand zu entgehen, ersann sie sich 1983 den Künstlernamen Raines. Der Name fiel ihr nach eigenen Angaben selbst ein, als sie aus dem Fenster blickte und es regnete – Raines.
1975 wirkte Raines in Robert Altmans Film Nashville über die US-amerikanische Country-Musik-Szene in einer kleineren Rolle mit. In Ridley Scotts erstem großen Spielfilm Die Duellisten von 1977, der auf einer Erzählung von Joseph Conrad basiert, spielte Raines an der Seite von Keith Carradine, mit dem sie zu der Zeit zusammenlebte. Im selben Jahr übernahm die Schauspielerin die Hauptrolle in dem Horrorthriller Hexensabbat, in dem sie ein Fotomodell spielte, das sich in einem gespenstischen New Yorker Appartementhaus eingemietet hat. In der amerikanischen Mini-Serie Loose Change von 1978 verkörperte sie eine von drei Freundinnen, die auch nach ihrer Schulzeit miteinander verbunden bleiben. Ebenfalls 1978 bekam Raines die Rolle der Lucinda McKeag Zendt in dem Historienepos Colorado Saga, einer Literaturverfilmung nach James A. Michener, die sie in zehn Folgen der Serie spielte. Einem breiten Publikum wurde die Schauspielerin durch ihre anschließende Hauptrolle in der seinerzeit populären amerikanischen Seifenoper Flamingo Road bekannt, in der sie die Tingeltangel-Sängerin Lane Ballou Curtis verkörperte. 1980 trat Raines in dem Rennfahrerfilm Silver Dream Racer auf und 1983 spielte sie eine Hauptrolle in dem Horrorfilm Nightmares (deutscher Titel Alpträume).
In der Folgezeit trat Raines in diversen Fernsehserien auf, wie beispielsweise Chefarzt Dr. Welby, Ein Colt für alle Fälle, Mord ist ihr Hobby, Alfred Hitchcock Presents, Ein Engel auf Erden, Das Model und der Schnüffler und 1991 in einer Folge der amerikanischen Dramaserie Fernsehfieber (OT: W.I.O.U).
Die Schauspielerin ist seit 1984 mit dem Autor, Regisseur und Produzenten Christopher Crowe verheiratet. Das Paar hat zwei Kinder. 1991 beendete sie ihre Schauspielkarriere und arbeitete seitdem als Krankenschwester in einer Dialyseeinrichtung.

## Filmografie (Auswahl)
Filme
- 1973: Stacey – Blond, schnell und tödlich! (Stacey)
- 1973: Hex – Dimensionen der Furcht (Hex)
- 1973: Sunshine
- 1975: Nashville
- 1975: Russisches Roulette (Russian Roulette)
- 1977: Hexensabbat (The Sentinel)
- 1977: Die Duellisten (The Duellists)
- 1980: Silver Dream Racer
- 1980: Touched by Love
- 1983: Alpträume (Nightmares)
- 1984: Real Life
- 1985: Nacht der Vergeltung (Sleepless Night)
- 1987: Die Wellenreiter von Hawaii (North Shore)

Serien
- 1974: Abenteuer der Landstraße (Movin’ On, Folge: High Roller)
- 1975: Doctors’ Hospital (Folge: Point of Maximum Pressure)
- 1975: The Family Holvak (Doppelfolge: First Love)
- 1977: Einsatz in Manhattan (Kojak, Folge: Letters of Death)
- 1978: Loose Change (Miniserie)
- 1978–1979: Colorado Saga (Centennial, 10 Folgen)
- 1980–1982: Flamingo Road (38 Folgen)
- 1983: Simon & Simon (Folge: The List)
- 1983: T. J. Hooker (Folge: Raw Deal)
- 1983–1985: Love Boat (The Love Boat, 2 Folgen)
- 1983–1987: Hotel (Folgen: Designs; Second Thoughts)
- 1984: Fantasy Island (Folge: Goin’ on Home; Ambitious Lady)
- 1984: Dr. med. Marcus Welby (The Return of Marcus Welby)
- 1985: Ein Colt für alle Fälle (The Fall Guy, Folge: Semi-Catastrophe)
- 1985: Mord ist ihr Hobby (Murder, She Wrote, Folge: Paint Me a Murder)
- 1985: Quo Vadis? (Quo Vadis?)
- 1985: Trio mit vier Fäusten (Riptide, Folge: Thirty-Six Hours ‘til Dawn)
- 1985: Alfred Hitchcock Presents (Folge: Prisoners)
- 1988: Highwayman (The Highwayman, Folge: The Hitchhiker)
- 1988: Ein Engel auf Erden (Highway to Heaven, Doppelfolge: Hello and Farewell)
- 1988: Das Model und der Schnüffler (Moonlighting, Folge: Between a Yuk and a Hard Place)
- 1990: Hunter (Folge: Broken Dreams)
- 1991: Fernsehfieber (WIOU, Folge: Three Women and a Baby)